# Gropen (Christie)
Gropen är en pjäs från 1951 av Agatha Christie. Den är baserad på boken med samma namn från 1946.

## Bakgrund
I sin självbiografi hävdade Christie att framgången med Och så var de bara en satte henne på vägen mot att bli dramatiker såväl som författare av böcker och att endast hon skulle anpassa sina verk för scenen från och med då, och att Gropen skulle bli hennes nästa pjäs. När Christie skrev detta glömde hon sina mellanliggande pjäser Döden till mötes (1945) och Mord på Nilen (1946), samt Moie Charles och Barbara Toys dramatisering av Mordet i prästgården från 1949.
Christie hade alltid tyckt att Gropen skulle bli en bra pjäs, men hon stötte på motstånd från sin dotter Rosalind Hicks, som Christie kärleksfullt beskrev som att ha "haft den värdefulla rollen i livet att för evigt försöka avskräcka mig utan framgång". Christie var fast besluten att göra om boken, som både hon och Rosalind gillade, till en pjäs, men var lika övertygad om att den genom att göra det skulle förlora karaktären Hercule Poirot, vars framträdande i boken hon tyckte hade "förstört den". Rollerna som poliser ändrades också från kommissarie Grange och sergeant Clark till kommissarie Colquhoun och kriminalinspektör Penny.
Bertie Meyer, en mecenat av pjäser, vars koppling till Christies scenverk går tillbaka till Alibi 1928, skrev på ett kontrakt för att producera Gropen 1950 och planer gjordes med Christies agent Edmund Cork att låta pjäsen ha premiär i London för att sammanfalla med starten av Festival of Britain. Dessa planer gick i stöpet och Christie var irriterad över den behandling hon började få av Meyer på grund av detta och hans långsamma reaktion på att sätta upp en annan pjäs hon hade skrivit, Klockan K. Meyer tackade nej eftersom han ansåg att den skulle vara för svår att rollbesätta, även om det har spekulerats i att antisemitismen i romanen var den främsta orsaken och att Meyer var jude. Under året hade Peter Saunders, en ung och ny teaterproducent, lidit en betydande förlust när han iscensatte en bearbetning av Sir Arthur Conan Doyles bok Giftbältet från 1913. I ett desperat försök att ta igen dessa förluster letade han efter en pjäs som han kunde ta med på turné och som inte skulle innebära alltför stora kostnader och som säkert skulle locka en betalande publik. Charles and Toys version av Christies Morder i prästgården var precis på väg att avsluta en fyra månader lång speltid på Playhouse Theatre och i ett desperat försök att minimera sina kostnader kom han på idén att namnet på skådespelarna som medverkade i produktionen inte skulle spela någon roll eftersom Christie själv var ett tillräckligt offentligt namn för att locka publiken. Han annonserade därför medvetet pjäsen som Agatha Christies "Mordet  prästgården" snarare än "Mordet i prästgården" av Agatha Christie. Detta lilla knep fungerade. Han tog igen sina förluster och, ännu viktigare. uppmärksammade Christie som irriterat sig över Bertie Meyers långsamma framsteg gav Gropen till Saunders istället.
Saunders stötte på stora svårigheter när han satte upp pjäsen, bland annat vägrade han att hjälpa till med rollbesättning eller finansiering från kollegor i teatervärlden, som ansåg att pjäsen var dåligt skriven. Ett problem var rollbesättningen av huvudrollen i Lady Angkatell och det var Saunders som kom på idén med Jeanne De Casalis, ett val som Christie först inte accepterade men som hon senare erkände var rätt.
Pjäsen hade premiär på Arts Theatre i Cambridge den 10 februari 1951, men Christie var frånvarande eftersom hon var i Irak tillsammans med sin make Max Mallowan på en av hans arkeologiska expeditioner. Hon ordnade så att blommor skickades till de kvinnliga medlemmarna i ensemblen. Hundratals mil därifrån var hon lika nervös som alltid över allmänhetens reaktioner, även om hon lugnades av telegram som berättade att premiären var en succé. Trots det var Saunders och regissören Hubert Gregg tvungna att göra några ändringar för att ta bort några av de oavsiktliga komiska ögonblicken som hade inträffat den första kvällen.
Efter en åtta veckor lång turné hade pjäsen premiär på Fortune Theatre i London den 7 juni 1951 och möttes av ett entusiastiskt gensvar från pressen. Den flyttades till Ambassadors Theatre den 8 oktober 1951 och spelades i totalt elva månader och 376 föreställningar, vilket gjorde det möjligt för Christie att se den när hon återvände.
En speciell spänning för Saunders var en förfrågan från drottning Mary, en känd beundrare av Christie, att se pjäsen. Hon kom till Fortune Theatre för att se pjäsen och träffade olika medlemmar av ensemblen i pausen.  Christie själv var så nöjd med Saunders ansträngningar att hon tog med honom på lunch strax efter jul 1951 och gav honom ett brunt papperspaket. Inuti den låg manuset till en ny pjäs som hon just hade skrivit, Råttfällan.

## Handling
Pjäsen utspelar sig i trädgårdsrummet i sir Henry Angkatells hus Gropen omkring 18 mil från London. Tid: nutid.
AKT I
- En fredagseftermiddag i början av september

Pjäsen börjar med att Henrietta Angkatell (Henrys yngre kusin, i 30-årsåldern) arbetar på en skulptur och Sir Henry Angkatell läser en tidning. Lucy Angkatell, Henrys fru, kommer snart in och gör några karakteristiskt osammanhängande uttalanden om mullvadar i trädgården. Diskussionen avslöjar att ett antal gäster kommer att anlända för att tillbringa helgen på Gropen. Den första gästen som anländer är Midge Hardcastle, en annan kusin till Angkatells. Gruppen reflekterar över ett porträtt av Ainswick, ett gods som en gång beboddes av Lucy Angkatell. Midge och Henrietta minns också Ainswick med värme, efter att ha tillbringat en del av sin barndom eller ungdom där. Butlern Gudgeon visar snart in nästa gäst som är Edward Angkatell, ännu en kusin och den nuvarande ägaren och invånaren i Ainswick. Det klargörs att Midge är kär i Edward, men Edward är kär i Henrietta. Klanen Angkatell lämnar scenen för en kort stund och Gudgeon återvänder med ett hembiträde under utbildning, arbetarklassflickan Doris. En bil hörs och Gudgeon hälsar de sista gästerna välkomna: John och Gerda Cristow, en framgångsrik men nedlåtande läkare och hans trögtänkta fru. Efter att ha konstaterat att John inte har mycket till övers för Gerdas intelligens går han därifrån och Henrietta kommer in och hälsar varmt på Gerda. Henrietta ger Gerda en statyett som hon tidigare poserat för. John, Sir Henry och Midge återvänder från trädgården och John uttrycker sitt förakt för statyetten. För att bryta spänningen nämner Henry att filmstjärnan Veronica Craye för närvarande bor i närheten, i en stuga som heter Dovecotes. John och Henrietta befinner sig ensamma på scenen och efter att John avslöjar att han och Veronica Craye en gång var älskare, blir det uppenbart att han och Henrietta för närvarande har en affär. Edward går in för en intim stund mellan de två, och John går därifrån. Edward försöker övertala Henrietta att följa med honom till Ainswick, men blir avvisad. Henrietta går iväg för att klä sig för en formell middag. Sir Henry och Midge kommer in på scenen. Midge diskuterar sin anställning i en klädaffär och avvisar sina kusiners vädjanden om att acceptera deras ekonomiska stöd och aristokratiska livsstil. När Angkatells och Cristows återvänder till scenen gör Veronica Craye ett överraskande framträdande. Hon klagar över att hennes stuga har tappat strömmen, och hennes tändare fungerar inte, och är därför i behov av tändstickor. Medan Veronica väntar på att Gudgeon ska komma tillbaka med tändstickorna lägger hon märke till John och avslöjar deras förflutna för gruppen. Hon ber John, omtumlad av hennes utseende, att komma över efter middagen. Han går med på det och akten slutar med att Veronica går och resten av skådespelarna går in till middagen.
AKT II
- Scen 1 – Lördag morgon

John Cristow kommer in snabbt följd av Gudgeon som bär på en lapp som misshagar John. Midge kommer in och John ger sig iväg för att leta efter Henrietta. Lucy kommer in och avslöjar för Midge att hon såg John återvända till huset klockan tre på morgonen. Sir Henry passerar sedan genom rummet med ett par revolvrar på väg till skjutbanan och avslöjar att Lucy är en skicklig skytt samtidigt som han övertygar Midge att följa med honom till måltavlorna. Henrietta kommer in när skott hörs från scenen, snabbt följd av Gerda som blir skrämd av skottlossningen. Henrietta övertalar Gerda att försöka skjuta och de två ger sig av mot måltavlan. John kommer in och börjar skriva brev medan Lucy går därifrån med en korg med ägg. Veronica kommer in, avbryter John och avslöjar att hon skickat lappen som Gudgeon levererat i början av akten. Veronicas tändare fungerar nu och hon avslöjar att hennes bostad på Dovecotes var en del av en komplott för att återförenas med John. Hon uttrycker ett intresse för att lämna sin nuvarande make och gifta sig med John men John avvisar henne och uttrycker en nyfunnen tillfredsställelse med sitt äktenskap och ånger över de romantiska aktiviteterna under hans nattliga besök på Dovecotes. Veronica går därifrån i vredesmod, men inte förrän hon hotat John med den talande repliken: "Om jag inte kan få dig, ska ingen få det." John blir ensam, hör ett ljud utanför scenen och går för att undersöka saken. Skottlossning hörs och när John vacklar och kollapsar kastas en revolver upp på scenen. Gerda är den första som kommer in och plockar upp revolvern. Hela ensemblen kommer snabbt in och John samlar kraft för att ropa namnet "Henrietta". Henrietta rycker revolvern från Gerda och Gudgeon kallar på en läkare när ridån faller.
- Scen 2 – Senare samma dag

Ridån går upp för Lucy, Edward, Henrietta och Midge, som sitter i en obekväm tystnad. Lucy uttrycker sin beundran för Scotland Yard-detektiven kommissarie Colquhoun, som utreder mordet. Gudgeon kommer in med lunch och han och Lucy utbyter hemliga kommentarer om Lucys korg med ägg. Lucy och Edward uttrycker åsikten att Gerda, efter att ha upptäckts med en pistol i närheten av John efter skjutningen, är hans mördare, medan Henrietta insisterar på att Gerda förtjänar en chans att försvara sig. Gerda kommer in, snart följd av Sir Henry och kommissarie Colquohoun. Colquohoun rekommenderar att Gerda anlitar en advokat innan hon gör ett uttalande, men hon avböjer och beskriver sin entré som publiken observerade omedelbart efter skottlossningen. Gerda säger att det inte fanns någon meningsskiljaktighet mellan henne och John som svar på Colquohouns frågor. Colquohoun ber sedan att få fråga ut Lucy, som är förtjust över intrigen och villigt går med på det. De ger sig av med Sir Henry och lämnar Edward och Henrietta ensamma. Det blir uppenbart att båda kände till John och Veronicas möte, Edward uttrycker sympati för Henriettas förlust och Henrietta får ett känslomässigt sammanbrott över Johns död. Henrietta går därifrån när Midge kommer in. Edward längtar efter Henrietta samtidigt som han tröstar Midge på ett faderligt sätt. Hon försöker övervinna hans förutfattade meningar och påpekar att hon "inte är ett barn" längre. Edward kallas iväg för att förhöras av inspektören, och Henrietta återvänder från en promenad. Hon och Midge diskuterar Edwards missriktade känslor, och Henrietta rekommenderar Midge att vara mer djärv med sina närmanden. Lucy ersätter Henrietta på scenen, och uttrycker en önskan om att Henrietta och Edward ska gifta sig, vilket säkerställer att Ainswick-godset kommer att förbli i familjens ägo. Inspektören kommer in tillsammans med polisinspektör Penny. De frågar ut Midge, som döljer sin kunskap om Johns affär med Henrietta, men erkänner att Johns sista ord var Henriettas namn. Polisen lämnas ensam på scenen. De noterar att Edward förnekar att Cristow har några sista ord, medan Sir Henry stöder Midges version av händelserna. Henrietta kommer tillbaka, svarar inspektören att hon och John hade en romantisk relation, och hävdar att Gerda fortfarande är omedveten om affären. När hon ger sig av anförtror Colquohoun Penny att mördarens identitet fortfarande är oklar. Gudgeon kommer in och antar att en mystisk handväska som hittats i soffan kan tillhöra Veronica Craye. Av en slump dyker Veronica upp, efter att ha hört talas om mordet. Hon hävdar att John var besatt av henne och att hon var tvungen att avvisa hans erbjudande om försoning. Hon hävdar att hon äger handväskan, men blir rasande när Colquohoun avslöjar en pistol han hittat i väskan. Veronica stormar ut och vägrar att kommentera ytterligare utan advokat.
AKT III (Ljuset sänks under akten för att beteckna att en timme har gått.)
- Följande måndagsmorgon

Ridån går upp för inspektör Colquohoun och sergeant Penny som betraktar porträttet av Ainswick och diskuterar godsets arv. Doris kommer in, avslöjar att hon sett Gudgeon bära en revolver dagen för mordet, och går snabbt därifrån. Sir Henry kommer in, och när han blir utfrågad om sin vapensamling, säger han att pistolen som Gerda höll i vid tiden för mordet var en av dem, och att han hade tagit med den till skjutbanan men sedan funnit den försvunnen. Coulqouhoun uppger att ballistikbevis bevisar att det trots allt inte var mordvapnet. På Coulqouhouns begäran kontrollerar Henry sin samling igen och upptäcker att en andra pistol av samma kaliber saknas. Colquohoun visar honom pistolen som hittats i Veronicas handväska, och Henry bekräftar att det är en och samma pistol. Colquohoun frågar sedan Gudgeon om Doris tidigare uttalande. Gudgeon bekräftar händelsen och säger att han helt enkelt var uppe (efter att ha hittat pistolen utlagd) och helt enkelt hade glömt händelsen. Lucy kommer in, avfärdar Gudgeon och avslöjar att butlern har försökt täcka upp för henne – pistolen hade legat i hennes korg med ägg, men hon påstår sig inte komma ihåg varför. När detektiverna är borta anförtror hon Henry att hon hade trott att John skulle råka ut för en olycka med korgen, men att hon aldrig skulle gå så långt som att begå mord. Edward och Midge är snart ensamma på scenen. Edwards känslor har förändrats och han och Midge förlovar sig. Lucy kommer in och blir förtjust över nyheten. Midge och Henrietta har ett privat samtal, och Midge börjar misstänka att Edward bara har föreslagit att skapa en illusion av att han inte är kär i Henrietta, vilket kan vara ett motiv för honom att ha mördat John. När Edward kommer tillbaka är Midge övertygad om detta motiv och avbryter deras förlovning. Edward är förtvivlad och återvänder till scenen med en pistol, uppenbarligen med självmordstankar. Midge hittar honom, bekänner sina rädslor och de två försonas. Alla ger sig av för den formella undersökningen av mordet, och ljuset slocknar.
En timme senare, Gerda och Henrietta kommer in. Henrietta frågar Gerda vad hon har gjort med mordvapnets hölster och säger att om de kan göra sig av med det kommer det inte att finnas några bevis, och ingen kommer att dömas för mordet. Gerda låtsas vara ovetande, men Henrietta är ihärdig. Gerda berättar för Henrietta att de sönderklippta resterna ligger i hennes läderväska, och anförtror att hon bevittnade Johns otrohet med Veronica, och därför var tvungen att döda honom. Henrietta går av scenen för att hämta lite te för att lugna Gerdas nervositet. Gerda, som tror att hon är obemärkt, tar en flaska med gift ur sin handväska och häller lite i Henriettas drink. Henrietta kom tillbaka snabbare än Gerda väntat sig, och bevittnar detta tyst från strax utanför rummet. Hon kommer in, mer högljutt den här gången. Hon berättar om sitt beslut att dricka te med Gerda, i stället för sherryn som hon hade hällt upp till sig själv och går därifrån för att hämta en ny tekopp. Gerda plockar upp en revolver, men kommissarie Coulquouhoun kommer in och tar den ifrån henne. När Gerda får höra att Veronica Craye inte kommer att dömas för mordet (hon känner på något sätt till pistolen i Veronicas handväska) börjar hon få ett hysteriskt anfall och ropar efter sin avlidne make. Kommissarie Colquohoun erbjuder ovetandes den förgiftade drycken till Gerda, som dricker den innan hon inser vad hon har gjort. Henrietta återvänder och förklarar den förgiftade drycken för Colquohoun, som avslöjar att han härlett Gerdas skuld från hennes karaktär. Lucy kommer in och ljuset släcks när inspektören ringer till polisstationen.

## Mottagande
The Times recenserade pjäsen i sitt nummer den 8 juni 1951. Recensenten menade att en kör som angav den misstänktes motiv i vilken scendeckare som helst skulle "bespara författaren besvär och publikens tristess" men fortsatte med att säga att "när det dödande skottet väl har avlossats och polisen anländer för att ställa frågor kan det inte finnas något annat än beundran för den fräcka skicklighet med vilken hon först regisserar spänningen på detta sätt, Och ändå lyckas han låta vissheten infinna sig i sinom tid med en effekt av genuin förvåning." Recensenten beskrev pjäsen som en "genial underhållning" även om han medgav att det inte fanns "någon särskilt hög polering på skådespelarnas prestationer".